# Justo Wilmar Villar Viveros
Justo Wilmar Villar Viveros, conegut futbolísticament com a Justo Villar, (nascut el 30 de juny del 1977 a Cerrito), és un exfutbolista paraguaià que jugava com a porter.

## Carrera esportiva
Nascut a Cerrito, departament de Ñeembucú, Villar va començar la seva carrera al Club Sol de América, on va ser entrenat pel llegendari Ever Hugo Almeida, també porter, l'equip també s'incloïa un altre jugador famós en aquesta posició com a entrenador de porters, Modesto Sandoval.
En el 2001, es va traslladar a un equip més gran dit Club Libertad, on ell va guanyar de forma continuada els campionats nacionals del 2002 i el 2003, signant l'any següent amb l'equip argentí del Newell's Old Boys. Posteriorment jugà al Reial Valladolid espanyol. Tornà a Amèrica per jugar a Estudiantes de La Plata, Colo-Colo i Club Nacional.
Ha estat més de 100 cops internacional amb Paraguai, i participà en tres Mundials i set copes Amèrica.